# Sakarya
Il Sakarya (in greco Σαγγάριος?, in latino Sangarius, in italiano Sangario) è il terzo fiume più lungo della Turchia; attraversa l'Asia Minore e specificamente la regione che una volta era conosciuta come Frigia.
Nel Medioevo la valle del Sakarya era la patria della tribù di Söğüt, dalla quale venne a espandersi l'impero ottomano.

## Corso
La sorgente del fiume è il Bayat Yaylası (altopiano del Bayat), localizzato a nord-est di Afyon. Il fiume è sbarrato dalle tre dighe: Sarıyar, Gökçekaya e Yenice. Le sue sorgenti si trovano nella regione di Bayat nella provincia d'Afyonkarahisar. Il suo corso superiore è rappresentato dalla confluenza di più fiumi dei quali il più importante è il Seydi Çayı.

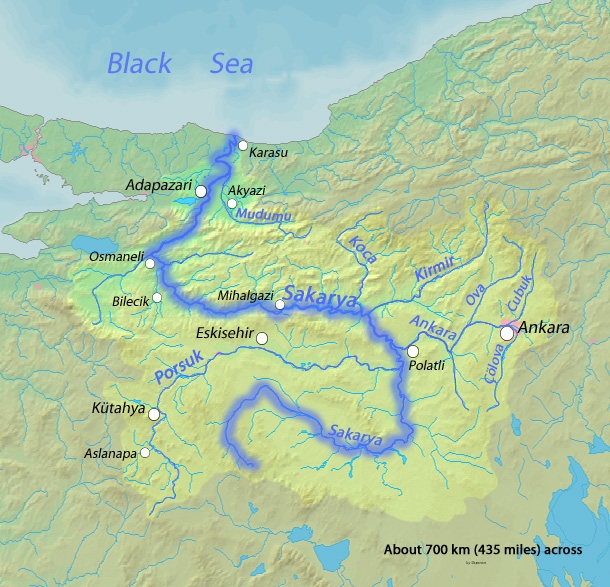
Mappa del bacino del fiume Sakarya

Il suo principale affluente è il Porsuk (nell'antichità: Tembrogius), di cui riceve le acque vicino alla città di Polatlı. Ricevute presso questa città anche le acque del fiume Ankara, proveniente dalla città omonima, il fiume scorre attraverso l'Adapazarı Ovası (pianura di Adapazarı) prima di raggiungere il Mar Nero.
Il basso corso del Sakarya era una volta attraversato da un famoso ponte, costruito dall'imperatore bizantino Giustiniano I (527-565). Oggi sono ancora visibili i resti del ponte, ma il corso del fiume si è spostato più a est.

## Nella mitologia
Il Sangario veniva visto come uno dei 25 figli di Teti e di Oceano, citato da Esiodo (VIII secolo a.C.) nella sua "Teogonia", dove riferisce la creazione del mondo:
(Esiodo, Teogonia.)
Secondo Plutarco (I secolo), il fiume era prima chiamato Serabate (Xerabates) (in greco: Xerobates, Ξηροβάτης), spiegando in seguito perché fosse stato chiamato Sangario:
Pausania (II secolo) propose una versione più evoluta dal mito, relazionando la leggenda di Attis così come viene raccontata dai Galati di Frigia (Attes in questa traduzione):

### Intorno alla leggenda di Troia
Priamo, re di Troia, combatté contro le amazzoni sulle rive del fiume Sangario. In una conversazione con Elena, Priamo evoca questa battaglia contro le amazzoni..
Achille uccise Pentesilea, la regina delle amazzoni venuta a rifugiarsi a Troia e combattere insieme ai troiani e se ne innamora nel momento in cui la uccise. Le rive del Sangario saranno anche teatro di alcune vicende storiche.

## Storia
Dal 14 agosto al 13 settembre del 1921, lungo gli argini del Sakarya, nei pressi del villaggio chiamato Sakarya, a sud-ovest di Polatlı, ebbe luogo la battaglia del Sakarya tra l'esercito turco condotto tra gli altri da Mustafa Kemal e l'esercito greco (a sud del sito dell'antica città di Gordio).